# Albanologie
De albanologie is de studie van de taal, literatuur, cultuur en geschiedenis van Albanië en bij uitbreiding het Albanese taalgebied, waardoor ze als deelgebied van de balkanologie kan worden beschouwd. Traditioneel staat de Albanese taal in de albanologie centraal.

## Geschiedenis
De wetenschappelijke studie van Albanië als deel van de Balkankunde werd tijdens het laatste kwart van de 19e eeuw geïntensifieerd; in die periode ontstonden de eerste standaardwerken over de Albanese volks- en taalkunde. Rond de eeuwwisseling zag op die manier de albanologie als afzonderlijke wetenschap het levenslicht. De Oostenrijker Norbert Jokl (1877-1942), de Hongaar Franz Nopcsa (1877-1933) en de Kroaat Milan Šufflay (1879-1931) worden als de grondleggers van de albanologie beschouwd.
Nadat de Universiteit van Tirana in 1957 was gesticht, werd deze al snel een belangrijk centrum van de albanologie, ofschoon ze zich moest schikken in de ideologie van het stalinistische regime van Enver Hoxha. De wetenschappers werkzaam aan de in 1970 opgerichte Universiteit van Pristina, toentertijd gelegen in het meer gematigde Joegoslavië van Josip Broz Tito, genoten meer vrijheid. In de jaren 70 van de 20e eeuw werd door beide universiteiten samen de Albanese standaardtaal gecodificeerd.

## Hedendaagse albanologie
Vandaag de dag zijn de belangrijkste onderzoekscentra nog steeds de universiteiten van Pristina en Tirana. Daarnaast wordt albanologie of Albanees (doorgaans niet als volledige studierichting) gedoceerd aan de Italiaanse Universiteit van Napels Federico II en Universiteit van Palermo en aan de Ludwig Maximilians-Universiteit in het Duitse München, de Universiteit van Graz in Oostenrijk en de Poolse Universiteit van Warschau en Nicolaas Copernicus-universiteit van Toruń. Aan de Institut national des langues et civilisations orientales-hogeschool (INALCO) te Parijs wordt Albanees aangeboden als een op zichzelf staande studierichting met bachelor- en masterdiploma.

## Lijst van albanologen

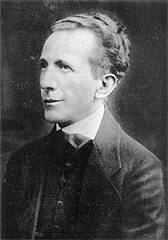
Milan Šufflay

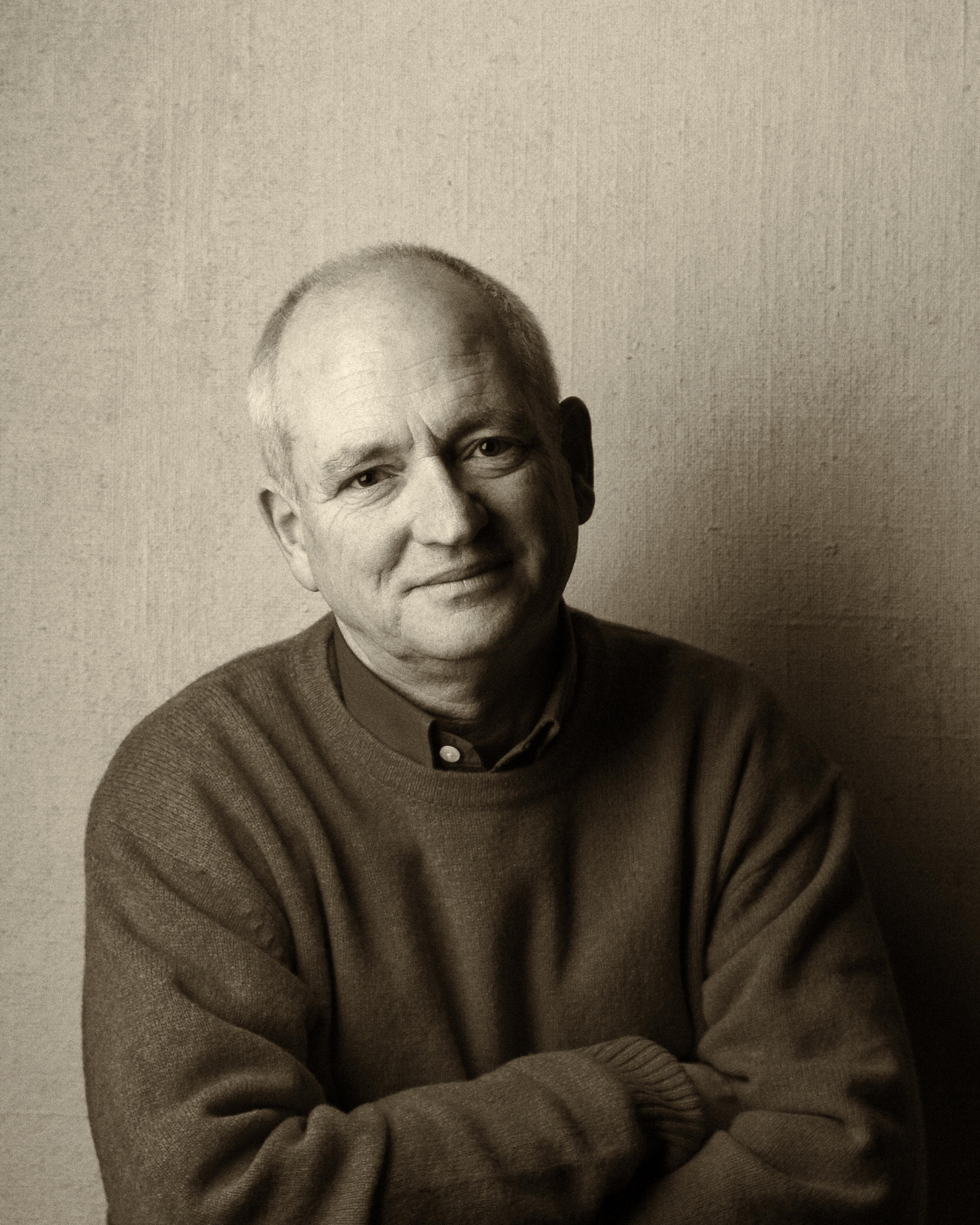
Robert Elsie

Onderstaande lijst is chronologisch en bevat mogelijk personen die geen academische titel hebben maar wel enige bekendheid hebben verworven met hun activiteit op de gebieden die de albanologie behelst.
- Johann Georg von Hahn (1811-1869)
- Franz Miklosich (1813-1893)
- Jean-Claude Faveyrial (1817-1893)
- Francesco Tajani (1827-1921)
- Jan Urban Jarník (1848-1923)
- Theodor Ippen (1861-1935)
- Edith Durham (1863-1944)
- Gjergj Pekmezi (1872-1938)
- Milan Šufflay (1879-1931)
- Franz Nopcsa (1877-1933)
- Norbert Jokl (1877-1942)
- Marie Amelie von Godin (1882-1956)
- Maximilian Lambertz (1882-1963)
- Margaret Hasluck (1885-1948)
- Stuart Edward Mann (1905-1986)
- Eqrem Çabej (1908-1980)
- Wacław Cimochowski (1912-1982)
- Agnija Desnickaja (1912-1992)
- Vedat Kokona (1913-1998)
- Eric P. Hamp (1920-)
- Martin Camaj (1925-1992)
- Xhevat Lloshi (1937-)
- Irena Sawicka (1944-)
- Tunë Prekpalaj (1948-)
- Robert Elsie (1950-)
- Shaban Demiraj (1957-)
- Ardian Klosi (1957-2012)
- Bardhyl Demiraj (1958-)